# 二胺碘顯影劑
二胺碘顯影劑 （英語：Diatrizoate），以商品名Gastrografin等於市面銷售，是放射攝影（X光成像）過程中使用的顯影劑。顯影目標包括靜脈、泌尿系統、脾臟和關節，以及電腦斷層掃描（CT掃描）。此藥物經由口服、靜脈注射、注射進膀胱、經由鼻胃管或是直腸進入人體。
使用此藥物常見的副作用有嘔吐、腹瀉和皮膚發紅。其他副作用有搔癢、腎功能衰竭、低血壓和過敏反應。不建議對碘過敏的個體使用。二胺碘顯影劑是一種具有高重量莫耳濃度的碘化離子放射顯影劑。
此藥物於1954年在美國被批准用於醫療用途。已被列入世界衛生組織基本藥物標準清單中。

## 醫療用途
此藥物可作為硫酸鋇的替代品，為個體消化道作顯影之用，例如上消化道系列和小腸系列。二胺碘顯影劑適用於對鋇過敏的患者，或擔心鋇可能會洩漏到腹腔的情況。此藥物不會像鋇一樣會覆蓋胃/腸內壁，因此通常不作此類用途。
對粘連性小腸阻塞的保守治療失敗時，使用二胺碘顯影劑替代屬於安全，且可將採用手術的機率降低。
二胺碘顯影劑常用於以下狀況：
- 疑似腸胃穿孔
- 新生兒胎糞性腸阻塞
- 辨識腸腔是否有異常通道。

此藥物不可用於檢查氣管食道瘻，因為將此藥物吸入呼吸系統後會引發肺水腫。此藥物可將水吸入腸道來去除黏稠的胎便。腸道吸收藥物的數量很少，之後排泄到膀胱中。由於其高重量莫耳濃度，可將周圍組織中的水分吸入腸道，而導致血漿容量本來就很小的人（例如嬰兒）脫水。由於藥物內有添加劑和調味劑，不得於血管內使用，但另有適於血管內使用的其他製劑。藥物在儲存期間必須避免陽光照射。

### 給藥
使用3%濃度的溶液，使其在腸腔內顯影，並觀察腸腔內有無任何異常通道。
二胺碘顯影劑施用方式會依據要顯影的構造而定，原則上選擇最適合且合理的途徑：
- 靜脈注射： 適用於需要顯影的血管，例如腎臟、輸尿管和膀胱，因為二胺碘顯影劑會經過這些血管，最終由腎臟排出。
- 口服或直腸給藥 ： 適用於需要顯影的胃腸道。
- 透過口服或灌腸以對胃腸道進行顯影成像。
- 由導尿管注入以對泌尿系統進行顯影成像。

## 禁忌症
個體過往對碘敏感的病史並非完全禁用此藥物，但仍建議謹慎。在此情況下，可給予口服或靜脈注射皮質類固醇作為預防，或者可選擇硫酸鋇等替代方案。
二胺碘顯影劑禁止與某些可能導致乳酸性酸中毒的藥物（例如二甲雙胍）一起使用。同時使用可能會導致個體腎衰竭和乳酸性酸中毒，臨床醫生需要把這些藥物間隔開幾天施用以防止交互作用。
二胺碘顯影劑是一種高重量莫耳濃度溶液，因此在患者的上消化道影像學檢查中應避免使用，如藥物不小心進入氣管支氣管樹，會迅速引起肺水腫。
二胺碘顯影劑無法用於脊髓造影術、心室造影術或腦池造影術，因為進行這類造影術可能會引起神經毒性症狀。 

## 化學
二胺碘顯影劑被認為是一種高重量莫耳濃度顯影劑。其滲透壓範圍從大約1,500mOsm/kg（50%溶液）到超過2,000mOsm/kg（76%溶液）。

## 品牌名稱
市面上販售的商品名稱有Hypaque、Gastrografin、MD-Gastroview、
Iothalmate和Urografin。Urografin是二胺碘醯丙二酸鈉（Sodium amidotrizoate）和二胺碘甲葡胺（amidotrizoate meglumine）（兩者均為二胺碘顯影劑，但在化學構造、藥物動力代謝學及臨床使用略有不同）的組合。

## 外部連結
- . Drug Information Portal. U.S. National Library of Medicine.   [2024-06-16]. （原始内容存档于2022-07-26）.

Template:Anthelmintics